# Vladimír Salač (herec)
Vladimír Salač (17. července 1924 Terezín – 31. května 1990 Praha) byl český herec a zpěvák.

## Život
Od dětství zpíval v Kühnově dětském sboru spolu se sestrou Jiřinou Salačovou, pozdější zakladatelkou Allanových sester. Během 2. světové války pracoval jako úředník hudebního nakladatelství a od roku 1943 do konce války měl stálé angažmá v Intimním divadle. V té době hrál již ve filmu. Zahrál si, mimo jiné, role studentů v obou známých studentských komediích režiséra Martina Friče Škola základ života z roku 1938 a Cesta do hlubin študákovy duše z roku 1939, kde hrál postavu terciána Ždimery, který sám sebe podepisoval jako José Ždimera. Ve filmu Anděl na horách nazpíval ve vlaku píseň jako rekreant. V českém filmu za svůj život vytvořil několik desítek drobnějších či epizodních rolí. Asi nejznámější z filmových rolí je postava účetního Šmída v seriálu 30 případů majora Zemana (díl Kvadratura ženy). Poslední roličku si zahrál ve snímku Něžný barbar režiséra Petra Kolihy v roce 1989. V roce 1954 nazpíval s orchestrem Dalibora Brázdy „Píseň pro Kristýnku“, autorů Zdeňka Petra a Vladimíra Dvořáka ze hry Sto dukátů pro Juana a díky ní se dostal do širokého povědomí posluchačů. Z písničky se stal evergreen.
Po skončení války vystřídal několik menších divadel, od roku 1959 hrál až do své smrti v roce 1990 v Městských divadlech pražských.

## Divadelní role
- 1975 Grigorij Gorin: Zapomeňte na Hérostrata!, Divadlo ABC, Městská divadla pražská, překlad Růžena Pochová, režie Ladislav Vymětal, výprava Jan Dušek, premiéra 26. listopadu 1975. Hráli: Náš současník (Jiří Pick), Tissafernés, vladař Efesu (Václav Voska), Klementina, jeho žena (Marie Málková), Kleón, archón basileus (Jan Tříska), Hérostratos (Václav Postránecký ), Chryssipes, lichvář (Miroslav Homola), Erita, kněžka v chrámu bohyně Artemis (Jarmila Smejkalová), žalářník (Jiří Bruder), kameník (Roman Hemala), hrnčíř (Vladimír Salač) a lazebník (Mirko Musil).[2]